# Bonte sierloper
De bonte sierloper (Diachromus germanus) is een keversoort uit de familie loopkevers (Carabidae). De wetenschappelijke naam van de soort werd in 1758 gepubliceerd door Carl Linnaeus in de tiende editie van Systema naturae.